# Ключики (Пермский край)
Ключики — деревня в Осинском городском округе Пермского края России.

## Географическое положение
Деревня расположена в првобережной части Осинского городского округа на расстоянии менее 1 километра на северо-восток от села Верхняя Давыдовка.

## История
До 2019 года деревня входила в состав Верхнедавыдовского сельского поселения Осинского района. После упразднения муниципального образования стала рядовым населенным пунктом Осинского городского округа. 

## Климат
Климат умеренно - континентальный. Средняя температура в зимние месяцы –10ºC. Средняя температура в летние месяцы +20ºC. Количество атмосферных осадков за год около 598 мм, из них большая часть приходится на тёплый период (июнь-июль). Средняя мощность снегового покрова – 64 см. Продолжительность безморозного периода – 114 дней .

## Население
| 2010 |
| ---- |
| 30   |

Постоянное население составляло 43 человека (95% русские) в 2002 году, 30 человек в 2010 году. 